# Токмак (катер)
«Токмак» — рейдовий водолазний катер проекту 1415 Військово-морських сил України. Має бортовий номер U-733.

## Історія

### СРСР
Рейдовий водолазний катер «Токмак» (U733) ВМС України був побудований на Соснівському суднобудівному заводі під ім'ям «РВК-1475» (заводський № 547) в 1983 році за проектом ПВ1415 (шифр «Фламінго») і увійшов до складу Чорноморського флоту. Під час поділу флоту 10 січня 1996 року «РВК-1475» відійшов Україні.

### Україна
01 серпня 1997 року «РВК-1415» було включено до складу Військово-Морських Сил України і перейменований в «Токмак» на честь однойменного українського міста Токмак (адміністративний центр Токмацького району Запорізької області), з присвоєнням бортового номера (U733).
З 2004 року катер входив до складу Центру пошуково-аварійно-рятувальних робіт ВМС Збройних Сил України. Водолазний катер базувався в Стрілецькій бухті міста Севастополя. У 2012 році був проведений ремонт. 21 березня 2014 року на катері був спущений прапор ВМС України, і піднятий прапор ВМФ Росії. 30 квітня водолазний катер без розпізнавальних прапорів був поведений російськими буксирами зі Стрілецької бухти Севастополя для передачі українській стороні за межами 12-мильної зони і подальшої його буксирування до Одеси. В даний час портом приписки є місто Одеса. З 24 червня 2015 року перебуває в ремонті на потужностях «Судноверф «Україна»».
Виведення з експлуатації
Попри проведений у 2016 році ремонт катер залишився небоєздатним. Прийнято рішення про списання, церемонія спуску прапора має відбутися найближчим часом.